# Аладьин, Егор Васильевич
Его́р Васи́льевич Ала́дьин (1796, Курская губерния — 14 [26] августа 1860, Санкт-Петербург) — русский издатель, писатель, поэт и переводчик, представитель дворянского рода Аладьиных.

## Биография
Родился в 1796 году в Щигровском уезде Курской губернии. Первоначально Аладьин начал карьеру по военной линии. Участвовал в Отечественной войне 1812 года; 3 октября 1812 года начал службу унтер-офицером Лубенского гусарского полка, затем был переведён в лейб-кирасиры. В 1814 году был произведён в прапорщики в Нарвский драгунский полк; 2 февраля 1816 года был уволен с чином поручика. Впоследствии некоторое время работал смотрителем Щигровского провиантского магазина, после чего был переведён в Томский магазин и 27 декабря 1818 года уволен из военного ведомства.
С 1820 года — на гражданской службе в Санкт-Петербурге. Начал литературную деятельность — уже в 1821 году вышло отдельное издание его первого сочинения — пьесы в стихах «Быль, в баснословном рассказе — союз любви и славы». Ещё через три года была издана книжка под заглавием «Мои досуги». В 1825 году напечатал повесть «Кум Иван», которая имела некоторый успех . В 1832—1833 годах Аладьин издал отдельно свои «Сочинения и переводы, в прозе» и «Повести» (в двух частях, 1833 год). Также Аладьин сотрудничал в «Отечественных записках» П. П. Свиньина.
Однако основную известность Егору Васильевичу принесла издательская деятельность. В 1824 году, работая чиновником, обнаружил доставлявшуюся на купеческих кораблях контрабанду. За это Аладьину была пожалована награда в 2000 рублей. Благодаря полученное награде Аладьин смог стать издателем собственного литературного альманаха, получившего название «Невский альманах». Это был небольшой, изящный сборник, выходивший с 1825 по 1833 год, а также в 1846 и 1847 годах с нотами, гравюрами и портретами. Выдержав девять выпусков подряд, аладьинский ежегодник стал самым долговечным альманахом «альманачной эпохи» 1820—1830-х годов.
«Невский альманах» пользовалось значительным успехом у современников благодаря участию в нём известнейших писателей XIX века: Н. М. Языкова, Н. А. Полевого, А. Е. Измайлова, С. Н. Глинки, Ф. В. Булгарина, В. А. Жуковского и других. В этом сборнике появился ряд мелких стихотворений Александра Пушкина, и с его разрешения были перепечатаны отрывки из «Бахчисарайского фонтана» и одна сцена «Бориса Годунова».
Кроме того Аладьин издал альманахи «Букет, или Карманная книжка для любителей и любительниц театра» на 1829 год и «Подснежник» на 1830 год.
Егор Аладьин пользовался расположением императорской фамилии. С 1831 года Аладьин издавал «Санкт-Петербургский вестник», и за это издание был удостоен награды табакеркой от его величества, а за перевод с немецкого «Истории Петра Великого» Вениамина Бергмана Егор Аладьин получил два перстня. Высочайшими подарками было отмечено и издание «Невского альманаха».
26 января 1840 года Аладьин был произведён в надворные советники. Под конец карьеры чиновника он служил начальником отделений в Главном управлении путей сообщения и публичных Зданий, откуда был уволен 22 декабря 1842 года. После увольнения Егор Аладьин продолжил заниматься литературной деятельностью. Он сотрудничал в «Пантеоне», опубликовал отдельным изданием «Воспоминание о Н. И. Хмельницком», издал два последних выпуска «Невского альманаха». Успехом пользовался поздний рассказ «Дом призрения престарелых и увечных граждан» (1845). Последним печатным трудом Аладьина стал рассказ «Двадцатипятилетие Николаевского дома престарелых и увечных граждан». Второй женой Аладьина была мемуаристка Е. В. Аладьина.
Как писатель Аладьин никогда не пользовался особой популярностью и был быстро забыт. Однако стихотворение «Солнце скрылось за горами…» приобрело известность в качестве песни, на протяжении трёх десятков лет регулярно перепечатывалось в различных песенниках и включено в вышедший в серии «Библиотека поэта» сборник «Песни русских поэтов». Историческая повесть Аладьина «Кочубей», опубликованная в «Невском альманахе» на 1828 год, имеет ряд реминисценции в пушкинской «Полтаве», хотя стала объектом жёсткой пушкинской критики и принципиальной творческой полемики.
Умер в Санкт-Петербурге 14 (26) августа 1860 года. Был похоронен на Волковском православном кладбище; могила утрачена.